# Tiếng Gia Rai
Tiếng Jrai (Gia Rai) là một ngôn ngữ thuộc ngữ chi Malay-Polynesia, được người Jrai tại Việt Nam và Campuchia sử dụng. Số lượng người nói tiếng Jrai là khoảng 332.557. Họ chủ yếu là các nhóm sắc tộc sinh sống tại khu vực Tây Nguyên của Việt Nam. Họ là nhóm lớn nhất trong số các nhóm dân tộc vùng cao của Tây Nguyên, được gọi là Đêga hoặc người Thượng, và 25% dân số ở tỉnh Ratanakiri của Campuchia.
Ngôn ngữ này thuộc phân nhóm ngôn ngữ Chăm của ngữ tộc Malay-Polynesia, và vì thế có quan hệ gần gũi với tiếng Chăm ở miền trung Việt Nam.
Một số lượng người Jrai cũng sống tại Hoa Kỳ, tái định cư tại đây sau Chiến tranh Việt Nam.

## Phân loại
Tiếng Gia Rai thuộc nhánh Chăm của  ngữ tộc Malay-Polynesia. Mặc dù thường được xếp vào ngữ hệ Môn-Khmer cho đến thế kỷ 20, mối quan hệ của Jarai với các ngôn ngữ chị em trong nhánh Chăm như tiếng Chăm và tiếng Ê Đê, cũng như mối liên hệ rộng hơn với tiếng Mã Lai đã được công nhận từ sớm vào năm 1864.

## Phân bố địa lý và phương ngữ
Tiếng Gia Rai được khoảng 262.800 người sử dụng tại Campuchia và Việt Nam (Simons, 2017) và được công nhận là một ngôn ngữ thiểu số chính thức, mặc dù tại Campuchia, tiếng Gia Rai không có hệ thống chữ viết kiểu Khmer riêng. Ngoài ra, còn có vài trăm người nói tiếng Gia Rai tại Hoa Kỳ, do người tị nạn Jarai định cư tại Mỹ sau Chiến tranh Việt Nam.Các phương ngữ Jarai có thể không hiểu lẫn nhau. Đào Huy Quyền (1998) liệt kê các phương ngữ Gia Rai và khu vực phân bố tương ứng như sau:
- Jarai Pleiku ở khu vực Pleiku;
- Jarai Cheoreo ở AJunPa (Phú Bổn);
- Jarai ARáp ở phía Đông Bắc Pleiku và Tây Nam Kon Tum.
- Jarai H’dRung ở phía Đông Bắc Pleiku và Đông Nam Kon Tum.
- Jarai Tbuan ở phía Tây Pleiku.

Các nhóm khác liên quan bao gồm:
- HRoi ở phía Tây Phú Yên và phía Nam Bình Định. Là nhóm người pha trộn giữa Ê Đê và Gia Rai.
- M’dhur ở phía Nam Phú Yên. Là nhóm người pha trộn giữa Ê Đê và Gia Rai.
- Hàlang ở phía Tây Nam Kon Tum, Lào và Campuchia. Là nhóm người pha trộn giữa Xơ Đăng và Gia Rai.

## Âm vị học
Chịu ảnh hưởng của nhóm ngôn ngữ Môn-Khmer xung quanh, các từ của các thứ tiếng Chăm khác nhau tại Đông Nam Á, bao gồm cả tiếng Jrai (Gia Rai), đã trở thành từ hai âm tiết với trọng âm trên âm tiết thứ hai. Ngoài ra, tiếng Jrai đã phát triển theo kiểu Môn-Khmer, làm mất đi gần như mọi khác biệt nguyên âm trong âm tiết ban đầu. Trong khi các từ ba âm tiết cũng tồn tại, nhưng chúng chỉ là những từ vay mượn. Một từ trong tiếng Jrai điển hình có thể biểu diễn như sau:
(C)(V)-C(C)V(V)(C)
trong đó các giá trị trong ngoặc là tùy chọn và "(C)" trong cụm "C(C)" là thể hiện cho phụ âm nước /l/, /r/ hay bán nguyên âm /w/, /y/. Trong phương ngữ Jrai nói tại Campuchia, "(C)" trong cụm "C(C)" cũng có thể là phụ âm xát vòm mềm kêu /ɣ/, một âm vị được người Jrai tại Campuchia sử dụng, nhưng không được chứng thực tại Việt Nam. Nguyên âm của âm tiết thứ nhất trong từ hai âm tiết thông thường nhất là nguyên âm giữa-trung tâm không uốn tròn môi, /ə/, trừ khi phụ âm đầu tiên là âm bật thanh môn không kêu /ʔ/. Nguyên âm thứ hai của âm tiết có trọng âm sinh ra nguyên âm đôi.

### Nguyên âm
Tiếng Jrai có 9 nguyên âm bao gồm:
|        | Trước | Giữa | Sau | Sau |
| ------ | ----- | ---- | --- | --- |
| Đóng   | i ĩ   |      | ɯ   | u   |
| Vừa    | e     | ə    | o   | o   |
| Nửa mở | ɛ     |      | ɔ   | ɔ   |
| Mở     |       | a ã  |     |     |

### Phụ âm
Tiếng Jrai có 24 phụ âm bao gồm:[
|          |                    | Môi | Răng /Lợi | Sau lợi | Ngạc cứng | Ngạc mềm | Thanh hầu |
| -------- | ------------------ | --- | --------- | ------- | --------- | -------- | --------- |
| Tắc      | vô thanh           | p   | t         |         |           | k        | ʔ         |
| Tắc      | bật hơi            | pʰ  | tʰ        |         |           | kʰ       |           |
| Tắc      | hữu thanh          | b   | d         |         |           | ɡ        |           |
| Tắc      | hút vào            | ɓ   | ɗ         |         | ʄ         |          |           |
| Tắc xát  | vô thanh           |     |           | tʃ      |           |          |           |
| Tắc xát  | hữu thanh          |     |           | dʒ      |           |          |           |
| Xát      | Xát                |     | s         |         |           |          | h         |
| Mũi      | hữu thanh          | m   | n         |         | ɲ         | ŋ        |           |
| Mũi      | tiền thanh hầu hoá | ʔm  |           |         |           |          |           |
| Vỗ       | Vỗ                 |     | ɾ         |         |           |          |           |
| Cạnh     | Cạnh               |     | l         |         |           |          |           |
| Tiếp cận | Tiếp cận           | w   |           |         | j         |          |           |

Các phụ âm hút vào cũng đã từng được mô tả như là phụ âm tắc tiền thanh hầu hoá, nhưng theo Jensen (2013) việc đóng thanh môn và khoang miệng xảy ra đồng thời.